# Grand Prix Cycliste de Québec 2011
Il Grand Prix Cycliste de Québec 2011, seconda edizione della corsa, valida come evento dell'UCI World Tour 2011, si svolse il 9 settembre 2011 su un percorso totale di 201,6 km. Fu vinto dal belga Philippe Gilbert, che terminò la gara in 5h03'38" alla media di 39,84 km/h.
Al traguardo 76 ciclisti portarono a termine il percorso.

## Squadre e corridori partecipanti
| N.      | Cod. | Squadra               |
| ------- | ---- | --------------------- |
| 1-8     | OLO  | Omega Pharma-Lotto    |
| 11-18   | SKY  | Sky Procycling        |
| 21-28   | RAB  | Rabobank Cycling Team |
| 31-38   | GRM  | Team Garmin-Cervélo   |
| 41-48   | EUS  | Euskaltel-Euskadi     |
| 51-58   | LEO  | Team Leopard-Trek     |
| 61-68   | BMC  | BMC Racing Team       |
| 71-78   | THR  | HTC-Highroad          |
| 81-88   | LAM  | Lampre-ISD            |
| 91-98   | SBS  | Saxo Bank-Sungard     |
| 101-108 | RSH  | Team RadioShack       |

| N.      | Cod. | Squadra                        |
| ------- | ---- | ------------------------------ |
| 111-118 | LIQ  | Liquigas-Cannondale            |
| 121-128 | KAT  | Katusha Team                   |
| 131-138 | AST  | Pro Team Astana                |
| 141-148 | MOV  | Movistar Team                  |
| 151-158 | QST  | Quickstep Cycling Team         |
| 161-168 | ALM  | AG2R La Mondiale               |
| 171-178 | VCD  | Vacansoleil-DCM                |
| 181-188 | EUC  | Team Europcar                  |
| 191-198 | FDJ  | FDJ                            |
| 201-208 | COF  | Cofidis, le Crédit en Ligne    |
| 211-218 | CSM  | Team SpiderTech powered by C10 |

## Ordine d'arrivo (Top 10)
| Pos. | Corridore        | Squadra        | Tempo    |
| ---- | ---------------- | -------------- | -------- |
| 1    | Philippe Gilbert | Omega Pharma   | 5h03'38" |
| 2    | Robert Gesink    | Rabobank       | s.t.     |
| 3    | Rigoberto Urán   | Sky Procycling | a 9"     |
| 4    | Fabian Wegmann   | Leopard-Trek   | a 14"    |
| 5    | Levi Leipheimer  | RadioShack     | a 15"    |
| 6    | Björn Leukemans  | Vacansoleil    | a 23"    |
| 7    | Simone Ponzi     | Liquigas       | s.t.     |
| 8    | Marco Marcato    | Vacansoleil    | a 25"    |
| 9    | Gerald Ciolek    | Quickstep      | a 30"    |
| 10   | Simon Clarke     | Astana         | a 47"    |